# Bevinahalli, Bellary
Bevinahalli là một làng thuộc tehsil Bellary, huyện Bellary, bang Karnataka, Ấn Độ.